# Тихвин Бор
Ти́хвин Бор — деревня в составе Повенецкого городского поселения Медвежьегорского района Республики Карелия Российской Федерации.

## Общие сведения
Расположена на берегу озера Бурковское, через деревню протекает река Немина.
В деревне находится полуразрушенная деревянная православная церковь.

## Население
Согласно «Списку населённых мест» 1873 года, население составляло 106 человек
| 2002 | 2009 | 2010 | 2013 |
| ---- | ---- | ---- | ---- |
| 49   | ↘37  | ↘20  | ↘16  |